# Listă de conducători de stat din 1630
1626 - 1627 - 1628 - 1629 - 1630 - 1631 - 1632 - 1633 - 1866
Aceasta este o listă a conducătorilor de stat din anul 1630:

## Europa
- Anglia: Carol I (rege din dinastia Stuart, 1625-1649)
- Austria (Graz): Ferdinand al II-lea (duce din dinastia de Habsburg, ramura de Styria, 1590/1619-1637; ulterior, rege al Ungariei, 1618/1619-1637; ulterior, arhiduce de Austria-Viena, 1619-1637; ulterior, rege al Germaniei, 1619-1637; ulterior, împărat occidental, 1619-1637; ulterior, rege al Cehiei, 1619, 1620-1637)
- Austria (Innsbruck): Leopold al V-lea (arhiduce din dinastia de Habsburg, ramura de Tirol 1619-1632)
- Austria (Viena): Ferdinand al II-lea (arhiduce din dinastia de Habsburg, ramura de Styria, 1619-1637; anterior, duce de Austria-Graz, 1590-1637; totodată, rege al Ungariei, 1618/1619-1637; ulterior, rege al Cehiei, 1619, 1620-1637; ulterior, rege al Germaniei, 1619-1637; ulterior, împărat occidental, 1619-1637)
- Bavaria: Maximilian I (duce din dinastia de Wittelsbach, 1597-1651; principe elector, din 1623)
- Brandenburg: Georg Wilhelm (principe elector din dinastia de Hohenzollern, 1619-1640; totodată, duce de Prusia, 1619-1640)
- Cehia: Ferdinand al II-lea (rege din dinastia de Habsburg, 1619, 1620-1637; totodată, arhiduce de Austria, 1590/1619-1637; totodată, rege al Ungariei, 1618/1619-1637; totodată, rege al Germaniei, 1619-1637; totodată, împărat occidental, 1619-1637)
- Crimeea: Djanibek Ghirai ibn Mubarak ibn Devlet (han din dinastia Ghiraizilor, 1610-1623, 1628-1635)
- Danemarca: Christian al IV-lea (rege din dinastia Oldenburg, 1588-1648)
- Florența: Ferdinand al II-lea (mare duce din familia Medici, 1621-1670)
- Franța: Ludovic al XIII-lea cel Drept (rege din dinastia de Bourbon, 1610-1643)
- Genova: Andrea Spinola (doge, 1629-1631)
- Germania: Ferdinand al II-lea (rege din dinastia de Habsburg, 1619-1637; totodată, arhiduce de Austria, 1590/1619-1637; totodată, rege al Ungariei, 1618/1619-1637; totodată, rege al Cehiei, 1619, 1620-1637; totodată, împărat occidental, 1619-1637)
- Gruzia: Teimuraz I (rege din dinastia Bagratizilor, 1629-1632; totodată, rege în Kakhetia, 1605-1614, 1615-1616, 1623-1633, 1636-1648)
- Gruzia, statul Imeretia: Gheorghe al II-lea (rege din dinastia Bagratizilor, 1604-1639)
- Gruzia, statul Kakhetia: Teimuraz I (rege din dinastia Bagratizilor, 1605-1614, 1615-1616, 1623-1633, 1636-1648; ulterior, rege al Gruziei, 1629-1632)
- Imperiul occidental: Ferdinand al II-lea (împărat din dinastia de Habsburg, 1619-1637; totodată, arhiduce de Austria, 1590/1619-1637; totodată, rege al Ungariei, 1618/1619-1637; totodată, rege al Cehiei, 1619, 1620-1637; totodată, rege al Germaniei, 1619-1637)
- Imperiul otoman: Murad al IV-lea (sultan din dinastia Osmană, 1623-1640)
- Lorena Superioară: Carol al IV-lea (al III-lea) (duce din dinastia de Lorena-Vaudemont, 1624-1675; duce titular, din 1633)
- Mantova: Carlo I (duce din casa Gonzaga-Nevers, 1627/1631-1637)
- Modena: Francesco I (duce din casa d'Este, 1629-1658)
- Moldova: Alexandru Coconul (domnitor, 1629-1630; anterior, domnitor în Țara Românească, 1623-1627) și Moise Movilă (domnitor, 1630-1631, 1633-1634)
- Monaco: Onorato al II-lea (senior din casa Grimaldi, 1604-1662; principe, din 1619)
- Olanda: Friedrich Heinrich (stathouder din dinastia de Orania, 1625-1647)
- Parma și Piacenza: Odoardo I (duce din casa Farnese, 1622-1646)
- Polonia: Sigismund al III-lea (rege din dinastia Vasa, 1587-1632; ulterior, rege al Suediei, 1592-1599)
- Prusia: Georg Wilhelm (duce din dinastia de Hohenzollern, 1619-1640; totodată, principe elector de Brandenburg, 1619-1640)
- Rusia: Mihail al III-lea Fedorovici (țar din dinastia Romanov, 1613-1645)
- Savoia: Carlo Emmanuele I cel Mare (duce, 1580-1630) și Vittorio Amedeo I (duce, 1630-1637)
- Saxonia: Johann Georg I (principe elector din dinastia de Wettin, 1611-1656)
- Spania: Filip al IV-lea (rege din dinastia de Habsburg, 1621-1665)
- Statul papal: Urban al VIII-lea (papă, 1623-1644)
- Suedia: Gustav al II-lea Adolf (rege din dinastia Wasa, 1611-1632)
- Transilvania: Catherina de Brandenburg (principesă, 1629-1630), Ștefan Bethlen (principe, 1630) și Gheorghe Rakoczi I (principe, 1630-1648)
- Țara Românească: Leon Tomșa (domnitor, 1629-1632)
- Ungaria: Ferdinand al II-lea (rege din dinastia de Habsburg, 1618/1619-1637; totodată, arhiduce de Austria, 1590/1619-1637; ulterior, rege al Cehiei, 1619, 1620-1637; ulterior, rege al Germaniei, 1619-1637; ulterior, împărat occidental, 1619-1637)
- Veneția: Niccolo Contarini (doge, 1630-1631)

## Africa
- Așanti: Kobia Amamfi (așantehene, cca. 1600-cca. 1630) și Oti Akenten (așantehene, cca. 1630-cca. 1660)
- Bagirmi: Dalai (mbang, 1625-1635)
- Benin: Ohuan (sau Odogbo) (obba, cca. 1608-cca. 1640)
- Buganda: Kateregga (kabaka, 1614-1644)
- Congo: Ambrosio I (mani kongo, 1626-1631)
- Dahomey: Dakodonu (rege, cca. 1625-1645/1650)
- Ethiopia: Susneus (Malak Sagad al III-lea) (împărat, 1607-1632)
- Imerina: Andrianjaka (rege, cca. 1610-cca. 1630) și Andriantsitakatrandriana (rege, cca. 1630-cca. 1650)
- Imperiul otoman: Murad al IV-lea (sultan din dinastia Osmană, 1623-1640)
- Kanem-Bornu: Muhammad al VI-lea Bukalmarami (sultan, cca. 1617-cca. 1632)
- Lunda: Cibinda Ilunga (mwato-yamvo, cca. 1600-cca. 1630) și Mwaant Luseeng (mwato-yamvo, cca. 1630-cca. 1660)
- Munhumutapa: Mavura al II-lea Mhande Filip (rege din dinastia Munhumutapa, 1629-1652)
- Oyo: Obalokun (rege, cca. 1614-?) (?) și Oluodo (rege, ?-?) (?)
- Rwanda: Ruganzu al II-lea Ndoori (rege, cca. 1624-cca. 1648)
- Sennar: Rubat ibn Badi (sultan, cca. 1616-cca. 1645)
- Songhay (Dendi): Daud al II-lea (rege, 1618-1640)

## Asia

### Orientul Apropiat
- Iran: Safi I (șah din dinastia Safavidă, 1629-1642)
- Imperiul otoman: Murad al IV-lea (sultan din dinastia Osmană, 1623-1640)
- Yemen, statul Sanaa: al-Muayyad Mhammad (imam, 1620-1644)

### Orientul Îndepărtat
- Atjeh: Iskandar Muda (sultan, 1607-1636)
- Birmania, statul Arakan: Thirithudamma (Salim Șah) (rege din dinastia de Mrohaung, 1622-1638)
- Birmania, statul Toungoo: Thalun (rege, 1629-1648)
- Cambodgea: Preah Bat Samdech Preah Srey Thommo I Reachea Thireach Reamea Thippadey (Chau Ponhea To) (rege, 1626/1629-1630/1631) și Preah Bat Samdech Preah Ang-tong Reachea Thireach Thippadey Barommopit (Chau Ponhea Nu) (rege, 1630/1631-1640)
- China: Sizong (Zhu Youjian) (împărat din dinastia Ming, 1628-1644)
- Coreea, statul Choson: Injo (Yi Chong) (rege din dinastia Yi, 1624-1649)
- India, statul Moghulilor: Khurram Șihab ad-din Muhammad (Șah Jahan I) (împărat, 1628-1657)
- India, statul Vijayanagar: Ramadevaraya (rege din dinastia Aravidu, 1617-1630) și Venkata al III-lea (Penda Venkata) (rege din dinastia Aravidu, 1630-1642)
- Japonia: Meișo (împărăteasă, 1630-1643) și Iemitsu (principe imperial din familia Tokugaua, 1623-1651)
- Laos, statul Lan Xang: Upagnuverat (rege, 1622-1623, 1628-1639)
- Maldive: Imad ad-Din Muhammad I (sultan, 1620-1648)
- Mataram: Chakra-kusuma And ar-Rahman (Raden Mas Rangsang Prabu Pandita) Sultan Agung (sultan, 1613-1645)
- Mongolii: Ligdan Baatur Kutughtu hagan (han, 1604-1634)
- Nepal (Benepa): Jagajjotirmalla (rege din dinastia Malla, cca. 1627-cca. 1633)
- Nepal (Kathmandu): Lakșmi Narasimhamalla (rege din dinastia Malla, cca. 1595-1639)
- Nepal (Lalitpur): Siddhi Marasimhamalla (rege din dinastia Malla, cca. 1620-1657)
- Nepal, statul Gurkha: Șri Rama Șah (rajah, 1609-1636)
- Sri Lanka, statul Kandy: Senarat (rege, 1604-1635)
- Thailanda, statul Ayutthaya: Prasattong (rege, 1630-1655)
- Tibet: rJe bLo-bzang nGag-dbang T'u-btsan Jigs-med rgya-mtsho (P'yong-rgyas) (dalai lama, 1617-1682)
- Tibet: Panchen bLo-bzang Ch'os-kyi rgyal mtshan (Chokyi Gyaltsen) (panchen lama, 1569-1662)
- Vietnam, statul Dai Viet: Le Than-tong (Uyen hoang-de) (rege din dinastia Le târzie, 1619-1643, 1649-1662)
- Vietnam (Hanoi): Mac Kinh Khoan (rege din dinastia Mac, 1623-1638)
- Vietnam (Hue): Nguyen Phuc Nguyen (rege din dinastia Nguyen, 1613-1635)
- Vietnam (Taydo): Trinh Trang (rege din dinastia Trinh, 1623-1657)